# Tecámac
 (juillet 2016).
Tecámac (du nahuatl : tetl camalt c, « Dans la bouche de pierre ») est l'une des 125 municipalités de l'État de Mexico au Mexique.
La commune se situe au sud de Zumpango, à l'est de Tonanitla, au nord de Ecatepec de Morelos et Acolman, et à l'ouest de Teotihuacán. Elle est localisée à 35 kilomètres de Mexico.
Son chef-lieu est Tecámac de Villanueva, qui compte 15 000 habitants.

## Archéologie

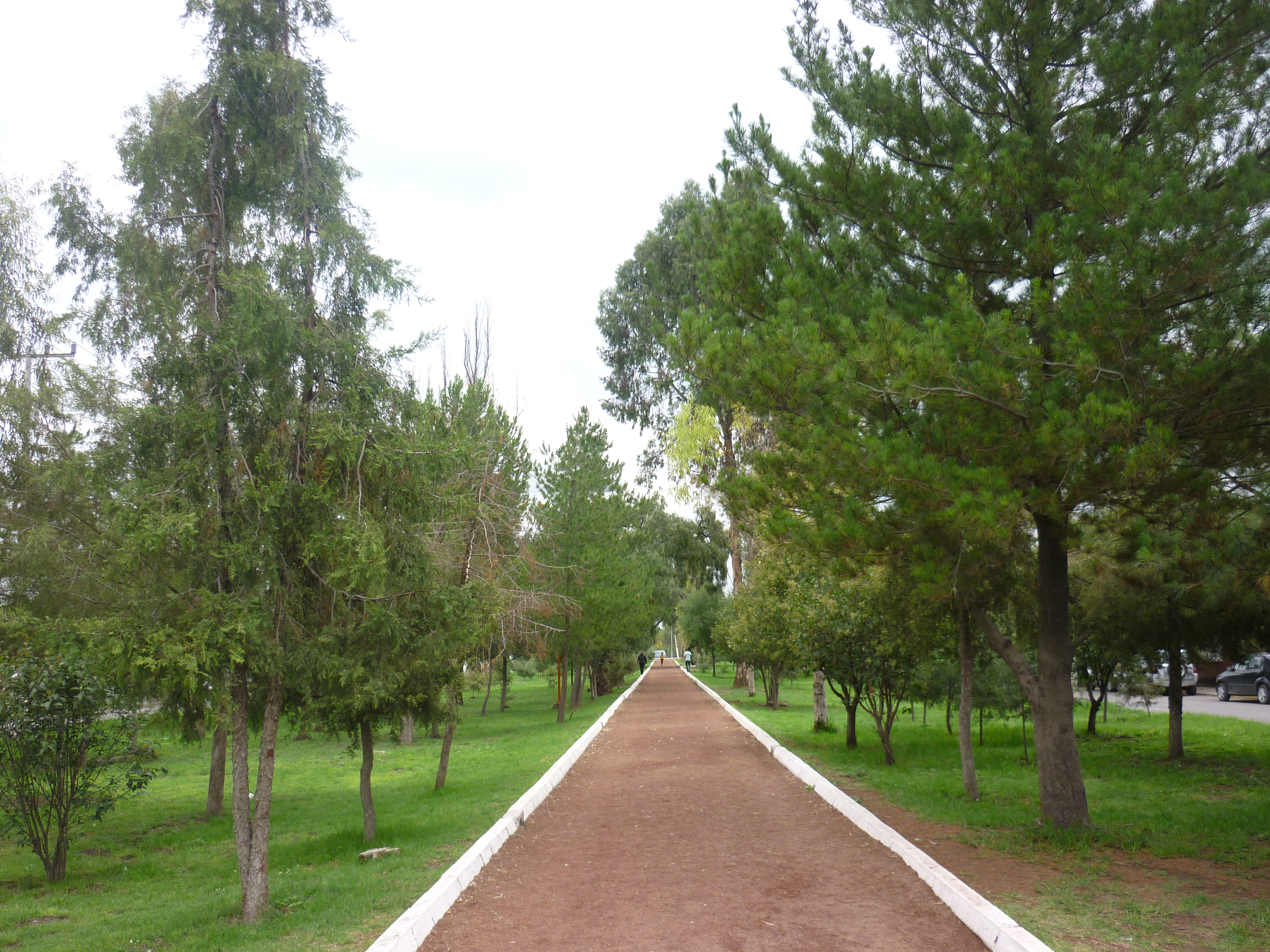
Parc urbain à Ojo de Agua, Tecámac.

La municipalité est connu pour être l'une des seules de l'état de Mexico où des sites archéologies, ainsi que des ossements d'animaux préhistorique, vieux d'au moins 10 000 ans, ont été retrouvés.